# 423
423 (CDXXIII, na numeração romana) foi um ano comum do século V do  Calendário Juliano, da Era de Cristo, e a sua letra dominical foi G, totalizando 52 semanas, com início a uma segunda-feira e terminou também a uma segunda-feira. Segundo o horóscopo chinês, foi o ano do Porco.
| Ano completo                         |
| ------------------------------------ |
| Ano comum com início à segunda-feira |